# Julius Raecke
Julius Raecke (ur. 17 lipca 1872 w Londynie, zm. 10 marca 1930 we Frankfurcie nad Menem) – niemiecki lekarz psychiatra.
Studiował w Heidelbergu, Würzburgu, Gießen i Fryburgu Bryzgowijskim. W 1903 roku habilitował się z psychiatrii na Uniwersytecie w Kilonii, od 1911 roku kierował zakładem psychiatrycznym we Frankfurcie.

## Wybrane prace
- Die Transitorischen Bewusstseinsstörungen der Epileptiker. C. Marhold, 1903
- Grundriss der psychiatrischen Diagnostik nebst einem Anhang, enthaltend die für den Psychiater wichtigsten Gesetzesbestimmungen und eine Übersicht der gebräuchlichsten Schlafmittel. Berlin: Hirschwald, 1908
- Die Frühsymptome der arteriosklerotischen Gehirnerkrankung, 1913
- Der Querulantenwahn: ein Beitrag zur sozialen Psychiatrie. Verlag von J.F. Bergmann, 1926